# Бахтеево
Бахте́ево — деревня в Раменском муниципальном районе Московской области. Входит в состав сельского поселения Новохаритоновское. Население — 422 чел. (2010).

## Название
Название связано с некалендарным личным именем Бахтей.

## География
Деревня Бахтеево расположена в восточной части Раменского района, примерно в 17 км к востоку от города Раменское. Высота над уровнем моря 131 м. Рядом с деревней протекает река Дорка. В деревне 3 улицы: главная - без имени, Заречная и Солнечная. Ближайший населённый пункт — село Новохаритоново.

## История
В 1926 году деревня являлась центром Бахтеевского сельсовета Гжельской волости Бронницкого уезда Московской губернии.
С 1929 года — населённый пункт в составе Раменского района Московского округа Московской области.
До муниципальной реформы 2006 года деревня входила в состав Новохаритоновского сельского округа Раменского района.

## Население
| 1926 | 2002 | 2010 |
| ---- | ---- | ---- |
| 680  | ↘367 | ↗422 |

В 1926 году в деревне проживало 680 человек (308 мужчин, 372 женщины), насчитывалось 140 хозяйств, из которых 128 было крестьянских. По переписи 2002 года — 367 человек (164 мужчины, 203 женщины).